# Robert Bringhurst
Robert Bringhurst (né le 16 octobre 1946 à Los Angeles, Californie) est un typographe, poète, éditeur et linguiste canadien. Il est l’auteur de The Elements of Typographic Style, la référence en matière de polices de caractères, de glyphes et de mise en page. Au cours de sa carrière, Bringhurst a aussi traduit des œuvres écrites en langue haïda et navajo, ainsi qu’en grec, en arabe et en italien.
Bringhurst a vécu dans plusieurs pays, notamment en Égypte, Israël, Liban, France, Pérou, Panama, Japon, Royaume-Uni, États-Unis et Canada. Il vit présentement sur l’île Quadra, près de Campbell River, à environ 170 km de Vancouver, avec son épouse, la poète et philosophe Jan Zwicky (en).

## Vie et carrière
Né à Los Angeles (Californie), Robert Bringhurst a été élevé au Utah, au Montana, au Wyoming, en Alberta et en Colombie-Britannique. Pendant ses dix ans d’études supérieures, il s’est attardé à l’architecture, à la linguistique et à la physique au MIT (Massachusetts Institute of Technology), à la littérature comparée et à la philosophie à l’université de l’Utah et à la littérature à l’université de l’Indiana.
Il a un baccalauréat ès arts de l’université de l’Indiana et une maîtrise en écriture créative de l’université de la Colombie-Britannique. En 2006, il a obtenu un doctorat honorifique de l’université de la Vallée du Fraser. Il a aussi enseigné la littérature, l’histoire de l’art et l’histoire de la typographie dans plusieurs universités. L’intérêt qu’il porte à la relation entre le langage et l’écriture transparaît dans l’ensemble de ses travaux sur le design et la typographie.

## Vision
Dans plusieurs de ses travaux, Bringhurst propose ses réflexions sur l’impression et l’évolution des techniques liées à l’imprimerie. Selon lui, l’arrivée des procédés d’impression actuels a créé une division entre le processus d’impression et la qualité intellectuelle des publications graphiques. Auparavant, les techniques d’imprimerie traditionnelles, comme la fonderie et la presse typographique, imitaient le procédé écrit. L’arrivée et la standardisation de nouveaux procédés d’impression, comme la photocomposition et l’impression offset, changèrent le processus d’imitation : celui-ci n’était plus lié au texte et à la rédaction, mais à l’imitation du procédé d’impression lui-même. La relation intellectuelle entre le texte, c’est-à-dire la création de lettres formant des mots, et l’imprimeur, était devenue une relation dénuée de son sens intellectuel et réduite à un accessoire permettant la production de masse,.
Il a également contribué à la rédaction de critiques et de revues littéraires au sein du domaine du design. Il a d’ailleurs qualifié les mises en pages de Richard Eckersley, concepteur d’ouvrages académiques d’origine anglaise et fils du célèbre affichiste anglais Tom Eckersley, de « brillantes ».

## Œuvres
Bringhurst a traduit ses idées en mots, non seulement à travers des critiques et des revues littéraires, mais également dans ses livres. De ce fait, The Elements of Typographic Style est sans doute son œuvre la plus connue. Depuis sa première parution, en 1992, elle a été révisée plusieurs fois, notamment en 1996, en 2004, en 2005 et en 2008. Inspiré du livre The Elements of Style, écrit par William Strunk et E.B. White, l’œuvre de Bringhurst approche le domaine de la typographie d’une manière philosophique, historique et globale, tout en faisant référence à des sources provenant de pays et d’époques variées.
La typographie, selon Bringhurst, est l’art de doter le langage humain d’une forme visuelle. Le style typographique est donc intemporel et indépendant du médium utilisé par celui qui fait usage de la typographie. Bien qu’il décrit la typographie en tant qu’unité intemporelle, l’auteur souligne l’importance de l’évolution du domaine à travers le temps et ses racines dans la calligraphie. De ce fait, l’objectif de l’œuvre de Bringhurst est de servir de guide, autant à l’artiste ou à l’antiquaire qui fait usage de la typographie de manière traditionnelle, à l’aide d’une fonderie ou d’une presse typographique, qu’au designer chargé de la conception d’un site web et qui doit visionner son travail à partir d’un écran.
Pour Bringhurst, la typographie, comme le langage et le design, n’est jamais une fin en soi, mais un complément au contenu. L’emphase est donc placée sur ce qu’elle permet d’accomplir.

### Travail sur l’haïda
Bien qu’une grande partie des travaux de Bringhurst résident dans le domaine du design et de l’imprimerie, il travaille également en linguistique, ayant traduit des œuvres du grec ancien, de l’arabe, du navajo et, surtout, de l’haïda. Son intérêt pour la culture Haïda provient de son amitié avec l’artiste Haïda Bill Reid, avec qui il a notamment écrit The Raven steals the Light en 1984. Bringhurst a aussi écrit trois autres livres de traduction connus sous les noms de A Story as Sharp as a Knife: The Classical Haida Mythtellers en 2000 et, finalement, Being in Being: The Collected Works of Skaay of the Qquuna Qiighawaay en 2001.

### Poésie
- The Shipwright’s Log, Kanchenjunga Press, 1972.
- Cadastre, Kanchenjunga Press, 1973.
- Deuteronomy, Sono Nis Press, 1974.
- Eight Objects, Kanchenjunga Press, 1975.
- Bergschrund, Sono Nis Press, 1975.
- Jacob Singing, Kanchenjunga Press, 1977.
- The Stonecutter’s Horses, Standard Editions, 1979.
- Tzuhalem’s Mountain, Oolichan Books, 1982.
- The Beauty of the Weapons: Selected Poems 1972-82, McClelland & Stewart, 1982, Copper Canyon Press, 1985.
- Ocean/Paper/Stone, William Hoffer, 1984.
- Tending the Fire, Alcuin Society, 1985.
- The Blue Roofs of Japan, Barbarian Press, 1986.
- Pieces of Map, Pieces of Music, McClelland & Stewart, 1986, Copper Canyon Press, 1987.
- Shovels, Shoes and the Slow Rotation of Letters, Alcuin Society, 1986.
- Conversations with a Toad, Lucie Lambert, 1987.
- The Calling: Selected Poems, 1970-1995, McClelland & Stewart (Toronto), 1995.
- Elements, avec les illustrations de Ulf Nilsen, Kuboaa Press (New York), 1995.
- Selected Poems, Gaspereau Press (Kentville, Nova Scotia), 2009.
- Stopping By, (Hirundo Press) 2012.

### Prose
- The Elements of Typographic Style, Hartley & Marks (Point Roberts, WA), 1992, réédité en 1996, 2004, 2005 et 2008.
- Boats Is Saintlier than Captains: Thirteen Ways of Looking at Morality, Language, and Design, Edition Rhino (New York), 1997.
- A Story as Sharp as a Knife: The Classical Haida Mythtellers and Their World, Douglas & McIntyre (avec Warren Chappell) A Short History of the Printed Word, Hartley & Marks, 1999.
- Thinking and Signing: Poetry and the Practice of Philosophy, Cormorant Books (Toronto, Canada), 2002.
- The Tree of Meaning: Language, Mind and Ecology, Counterpoint Press (Berkeley, CA), 2006.
- Everywhere Being is Dancing: Twenty Pieces of Thinking, Counterpoint Press, 2009.
- The Raven Steals the Light (avec Bill Reid), 1984.
- The Black Canoe: Bill Reid and the Spirit of Haida Gwaii, 1991.
- Native American Oral Literatures and the Unity of the Humanities, 1998.
- The Solid Form Of Language: An Essay On Writing And Meaning, 2004.
- The Surface of Meaning: Books and Book Design in Canada, 2008.
- What Is Reading For?, 2011.

### Traductions
- Les deux derniers volumes de la trilogie intitulée Masterworks of the Classical Haida Mythtellers.
- Ghandl of the Qayahl Llaanas, Nine Visits to the Mythworld – (une collection d’histoires de Ghandl, comme elles avaient été recueillies en 1900 par John Reed Swanton), 2000 (nommé pour le Canadian Griffin Poetry Prize (en) de 2001).
- Skaay of the Qquuna Qiighawaay, Being in Being: The Collected Works of a Master Haida Mythteller (une collection d’histoires par Skaay, comme elle avaient été recueillies par John Reed Swanton), 2001.
- Parmenides, The Fragments, 2003.

### Autres publications
- Visions: Contemporary Art in Canada, 1983.
- Jan Tschichold, The Form of the Book: Essays on the Morality of Good Design, 1991.
- Bill Reid, Solitary Raven: The Essential Writings, 2000, 2e éd. 2009.
- Carving the Elements: A Companion to the Fragments of Parmenides, 2004.
- François Mandeville, This Is What They Say, traduit de Chipewyan by Ron Scollon, 2009.
- Kay Amert, The Scythe and the Rabbit: Simon de Colines and the Culture of the Book in Renaissance, Paris, 2012.

## Réception
Les écrits de Bringhurst ont suscité une forte réception au sein des communautés intellectuelles auxquelles ils s’adressaient. The Elements of Typographic Style, publié en 1992, a connu beaucoup de succès auprès des typographes et des designers. Il a été salué comme « le plus beau livre jamais écrit au sujet de la typographie » par Jonathan Hoefler et Tobias Frere-Jones, créateurs de caractères. Ce livre a influencé de manière significative la perception de la typographie et, du même coup, la mise en page d’ouvrages à travers le monter. Hermann Zapf, un designer et typographe allemand influent, a d’ailleurs souhaité que l’œuvre de Bringhurst devienne la « Bible du typographe ».[source insuffisante]
Dans un article décrivant les caractéristiques d’un bon concepteur de livre, Educating the Designer’s Eye, Mary Mendell souligne que The Elements of Typographic Style est assurément « un des livres les plus approchables qui présente d’une manière contemporaine l’histoire de la typographie ».  Steven Heller (en), rédacteur pour la revue Print (en), cite aussi Bringhurst comme l’auteur de typographie, de lisibilité et de compréhension le plus accessible et le plus élégant.
Dans le domaine de la poésie, son recueil de poèmes, The Beauty of the Weapons, a été sélectionné pour le prix du Gouverneur général du Canada en 2000.
Dans le domaine de la linguistique, John Enrico, un érudit de langue haïda, a accusé Bringhurst d’avoir fait des centaines d’erreurs dans ses traductions. Par la suite, ses textes ont été validés par des spécialistes. Ses trois livres de traduction de l’haïda font désormais partie des ouvrages importants sur l’histoire des peuples autochtones d’Amérique du Nord.